# Stede Bonnet

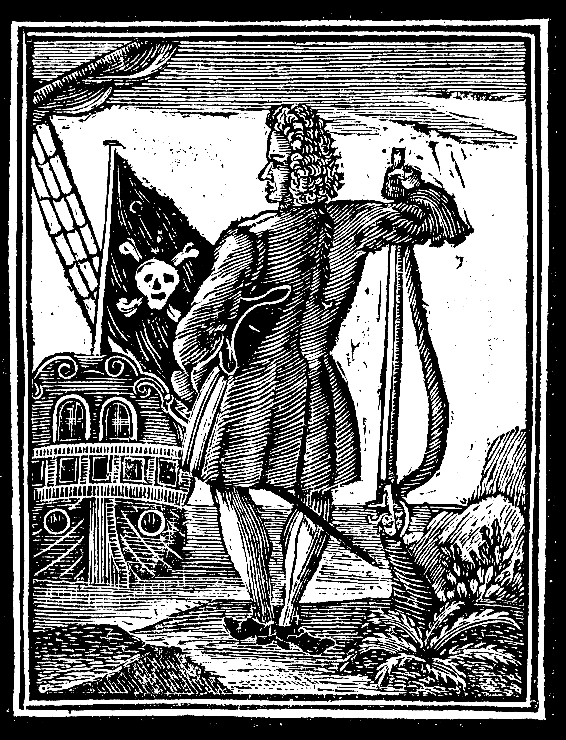
Stede Bonnet

Stede Bonnet, född cirka 1688 g.s., död 10 december 1718 g.s. i Charleston (avrättad), var en pirat från Barbados i början av 1700-talet. Han kallas ibland "gentlemannapiraten" (the gentleman pirate) eftersom han var en måttligt välbärgad markägare innan han slog över till ett liv i brott.

## Biografi
Bonnet föddes i en välbärgad engelsk familj på ön Barbados, och ärvde familjens egendom efter faderns död 1694. År 1709 gifte han sig med Mary Allamby, och engagerade sig i någon mån i milisen på Barbados där han erhöll majors grad. På grund av problem i äktenskapet, och trots sin brist på erfarenhet av segling, beslutade Bonnet att börja med sjöröveri under sommaren 1717. Han köpte ett segelfartyg, kallade det Revenge (engelska: 'Hämnd') och seglade med sin avlönade besättning längs den östra kusten av det som nu är USA, där han fångade fartyg och brände andra fartyg från Barbados.
Bonnet satte segel mot Nassau på Bahamas, men han blev allvarligt skadad på vägen under ett möte med ett spanskt krigsfartyg. Efter ankomsten till Nassau träffade han Edward Teach, den ökände piraten Svartskägg. Eftersom han var oförmögen att leda sin besättning, överlät Bonnet tillfälligt befallningsrätten på sitt skepp till Svartskägg. Innan de skildes åt i december 1717 plundrade Svartskägg och Bonnet tillsammans, och fångade handelsfartyg längs ostkusten. Efter att Bonnet misslyckats med att fånga Protestant Caesar, övergav hans besättning honom för att gå över till Svartskäggs Queen Anne's Revenge. Bonnet stannade på Svartskäggs skepp som gäst, och förde inte befäl över en besättning igen förrän sommaren 1718, då han benådades av North Carolinas guvernör Charles Eden och fick klartecken att bli kapare mot spanska skepp. Bonnet var frestad att återfalla i sin sjöröveri, men ville inte förlora sin nåd, så han antog aliaset "Kapten Thomas " och ändrade fartygets namn till Royal James. Han hade återfallit i sjöröveri igen i juli 1718.
I augusti 1718 ankrade Bonnet Royal James vid mynningen av Cape Fear River för att kränga och reparera fartyget. I slutet av augusti och september ledde överste William Rhett, med tillstånd av South Carolinas guvernör Robert Johnson, ett marin expedition mot pirater på floden. Rhetts och Bonnets män stred mot varandra i timmar, men de underbemannade piraterna kapitulerade i slutändan. Rhett grep piraterna och förde dem till Charleston i början av oktober. Bonnet flydde den 24 oktober, men tillfångatogs på Sullivans Island. Den 10 november ställdes Bonnet inför rätta och anklagades för två piratdåd. Domaren Nicholas Trott dömde Bonnet till döden. Bonnet skrev till guvernör Johnson för att be om nåd, men Johnson godkände domarens beslut, och Bonnet avrättades genom hängning i Charleston den 10 december 1718.